# Antonius (voornaam)
Antonius is een jongensnaam, afgeleid van een Romeinse familienaam. De betekenis is onzeker, mogelijk "de onschatbare". De naam werd onder andere door de kruistochten in het Westen populair.

## Afgeleide en verwante namen
In het Nederlandse taalgebied komt de naam Antonius vooral voor als Anton of Antoon, maar ook Ton, Toon, Toine (ook fonetisch geschreven: Twan), Tonie, Tony, T(h)eun, Theunis of Theunes, en vroeger ook als Anthonis, Anthonie of Antonie. Ook de Franse (Antoine) en de Engelse (Ant(h)ony) varianten komen redelijk frequent voor in Nederland en Vlaanderen. Het Italiaanse en Spaanse Antonio en het Hongaarse Antal zijn zeldzamer.
De volgende namen (o.a.) zijn varianten of afgeleiden van Antonius:
- Antheunis (Zeeuws), Anthonie, Anthonij, Anthonius, Anthonus, Anton, Antoni, Antonie, Antonin, Antoninus, Antonis, Antoon, Antwan, Teun, Teune, Teunis, Teus, Theun, Theunis, Thonus, Toen, Toin, Toine, Tone, Toni, Tonio, Tonnie, Tonny, Tons, Toon, Twan

De naam komt ook in andere talen voor:
- Catalaans: Antoni
- Duits: Anton, Antonius, Toni
- Engels: Anthony, Antony, Tony
- Frans: Antoine, Antony, Tony
- Fries: Tonis, Tonke, Tonnis, Tunnes
- Grieks: Antonis
- Hongaars: Antal, Anti
- Italiaans: Antonio
- Pools: Antoni
- Portugees: António, Antônio
- Spaans: Antonio
- Tsjechisch: Anton, Antonín

De vrouwelijke varianten zijn Antoinette, Antonia, Toni, en Tonneke. De naam Antoine kan ook voor vrouwen gebruikt worden.

## Heiligen

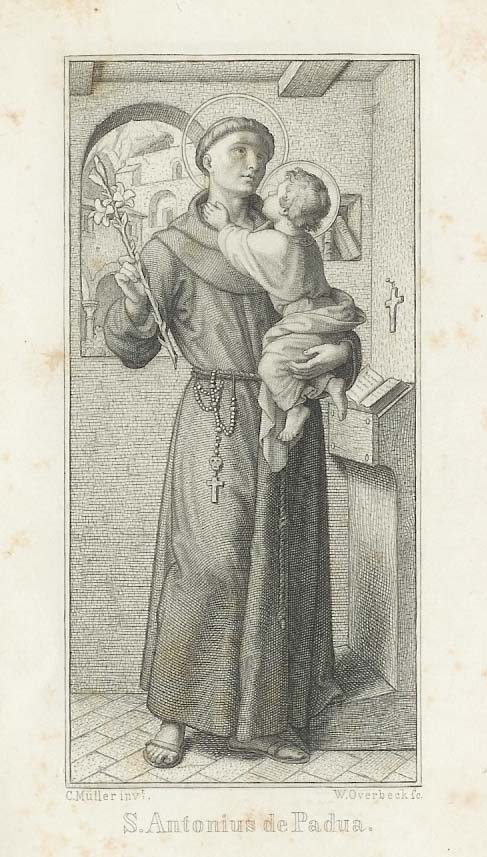
De heilige Antonius van Padua

- Antonius Maria Claret (1807-1870), Spaans heilige
- Antonius van Egypte (251-356), Egyptisch heilige, vader van het kloosterleven (naamdag: 17 januari)
- Antonius van Padua (1195-1231), Portugees heilige (naamdag: 13 juni)
- Antonius van Weert (ca. 1522-1572), Nederlands heilige, een van de Martelaren van Gorcum
- Antonius Maria Zaccaria (1502-1539), Italiaans heilige

## Europese vorstenhuizen en adel

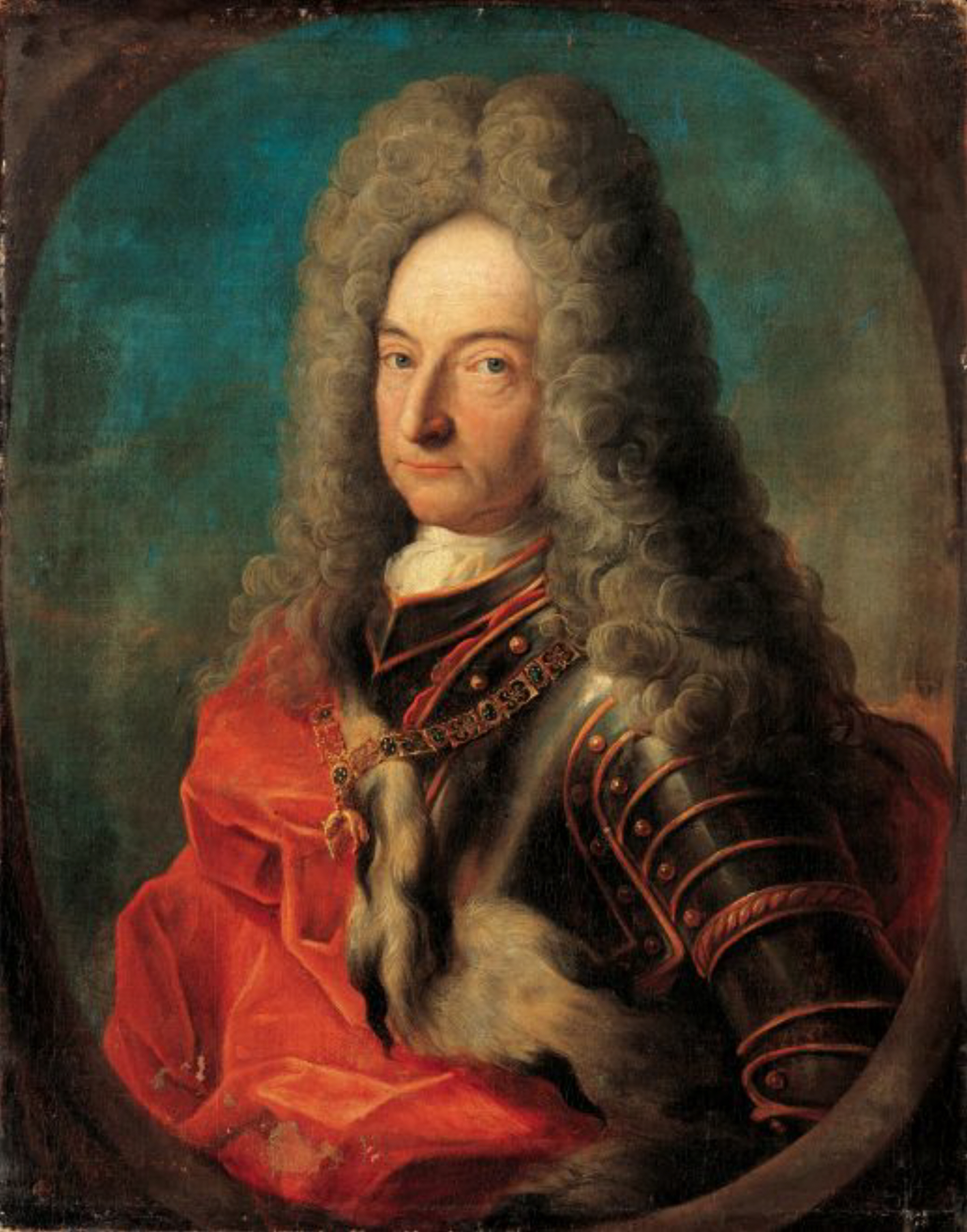
Anton Florian van Liechtenstein

- Anton van Bourgondië (1384-1415), hertog van Brabant, Limburg en Luxemburg en graaf van Rethel
- Anton van Bourgondië (1421-1504), 'Groot-bastaard', graaf van La Roche, Sainte-Menehould, Guînes en heer van Beveren, Crèvecoeur, Tournehem en Vlissingen
- Anton Ulrich van Brunswijk-Wolfenbüttel (1633-1714), hertog van Brunswijk-Wolfenbüttel
- Anton van Croÿ (1385-1475), de 'Grote Croÿ', Bourgondische staatsman
- Anton van Croÿ-Chimay, edelman uit het huis Croÿ
- Anton I Esterházy, prins Esterházy
- Anton van Hohenzollern-Sigmaringen, Duits prins
- Anton Alois van Hohenzollern-Sigmaringen, vorst van Hohenzollern-Sigmaringen
- Anton Sigismund von Khevenhüller-Metsch, vorst en hoofd van het hoogadellijke huis Khevenhüller-Metsch
- Antoon I van Lalaing, hertog van Henegouwen
- Antoon II van Lalaing, graaf van Hoogstraten
- Anton Florian van Liechtenstein, vorst van Liechtenstein
- Antoine Joseph van Ligne, Zuid-Nederlands edelman, vijfde prins van Ligne
- Anton van Lotharingen, hertog van Lotharingen en hertog van Bar
- Anton I van Monaco, prins van Monaco
- Anton Sztáray de Nagy-Mihaly, Hongaars edelman
- Anton-Günther van Oldenburg (1923-2014), lid van het Huis Oldenburg
- Anton van Oostenrijk-Toscane, Oostenrijks aartshertog en prins van Toscane
- Anton Maria van Orléans-Bourbon, Infante van Spanje en hertog van Galliera
- Anton I van Portugal, Portugees prins
- Anton van Saksen, koning van Saksen
- Anton Günther I van Schwarzburg-Sondershausen, graaf van Schwarzburg-Sondershausen
- Anton Hendrik van Schwarzburg-Sondershausen, graaf van Schwarzburg-Sondershausen
- Antoon van Toulongeon, Bourgondisch edelman
- Anton Amade de Varkony, Hongaars graaf
- Antoon van Vergy, Bourgondisch edelman

## Bekende naamdragers

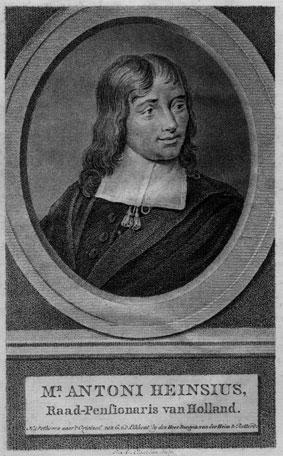
Anthonie Heinsius

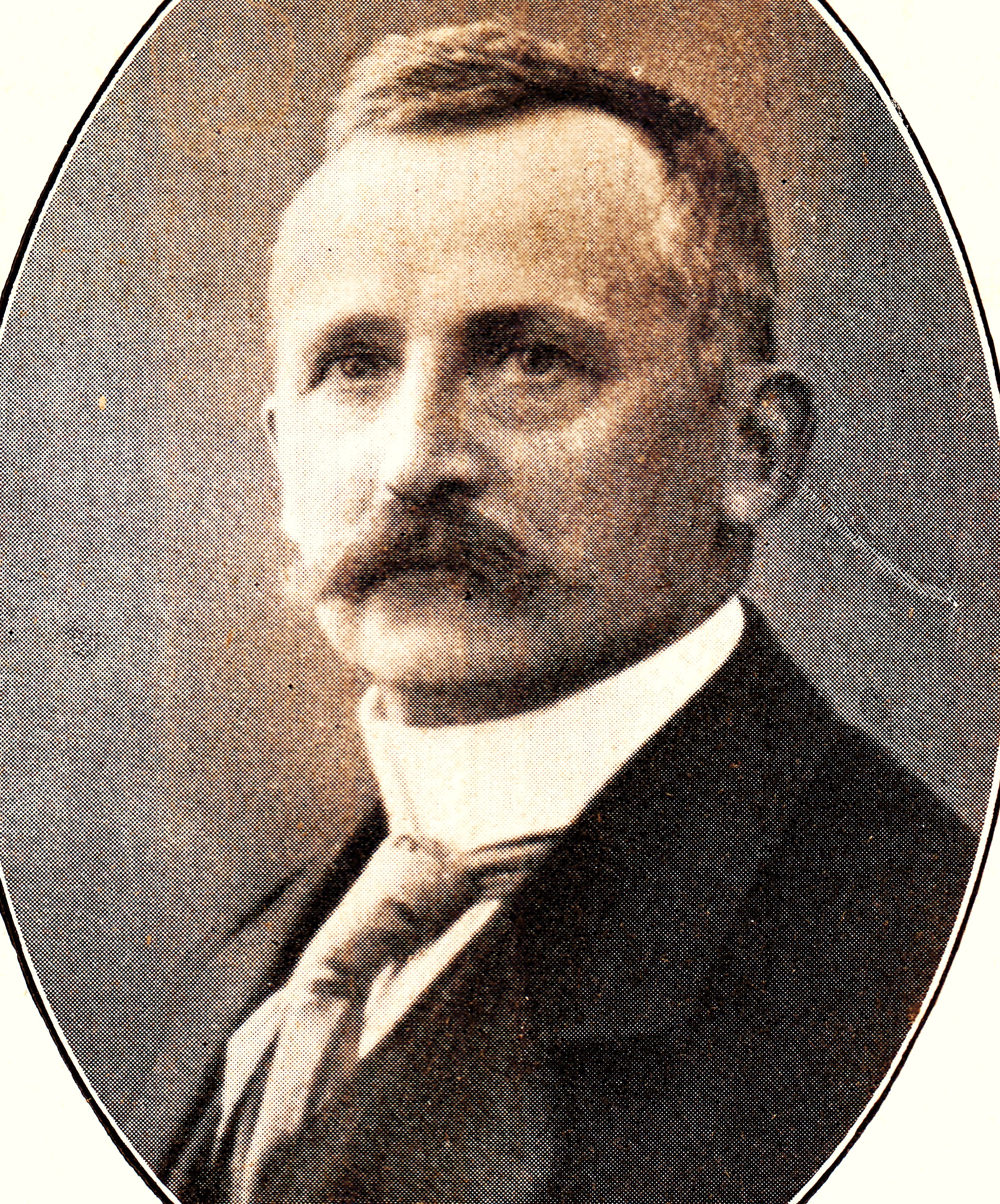
Anthonij Ewoud Jan Bertling

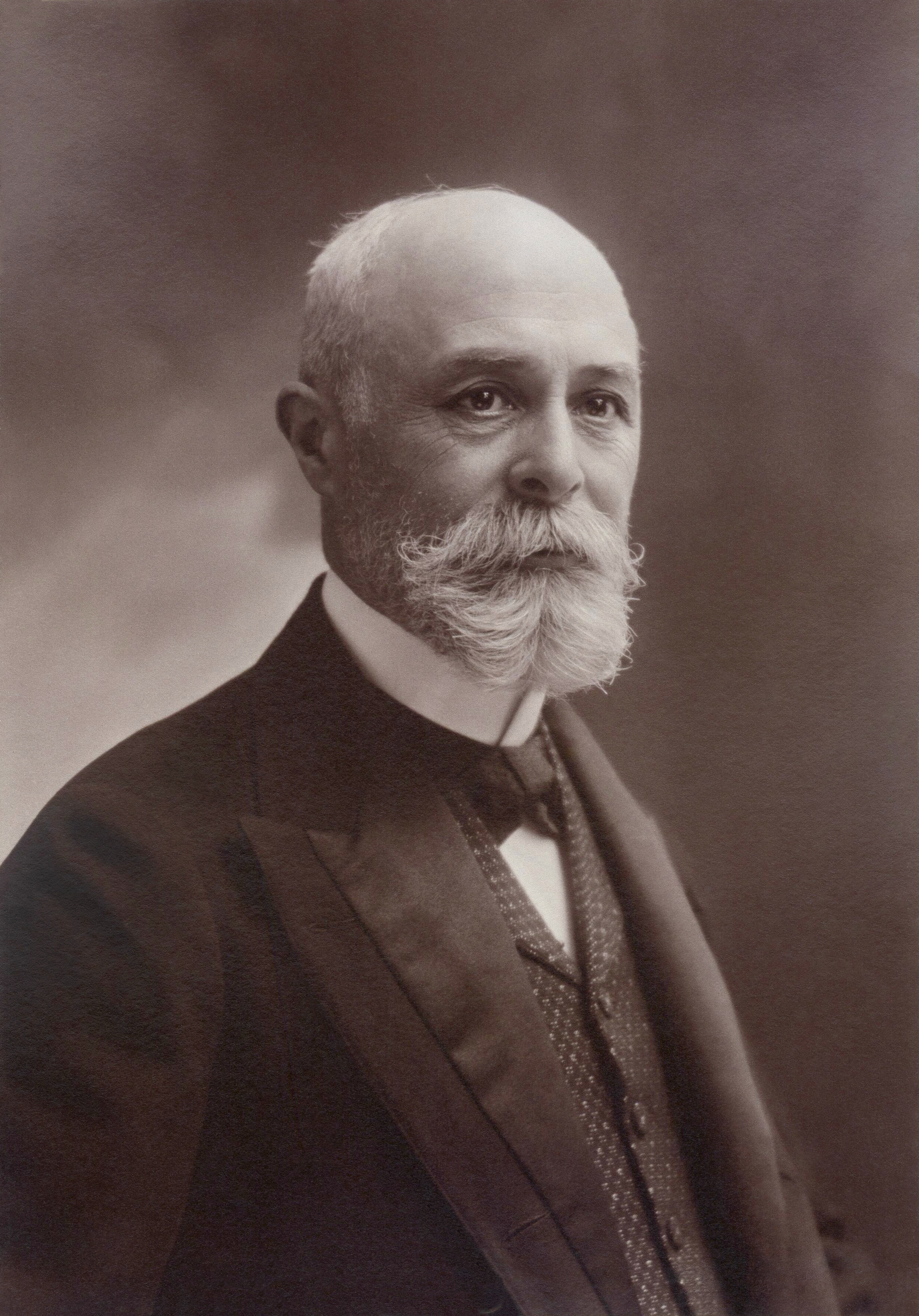
Antoine Henri Becquerel

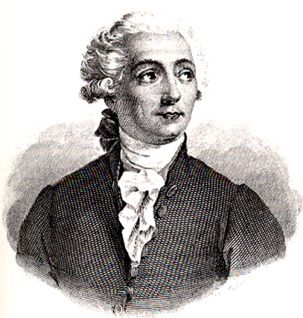
Antoine Lavoisier

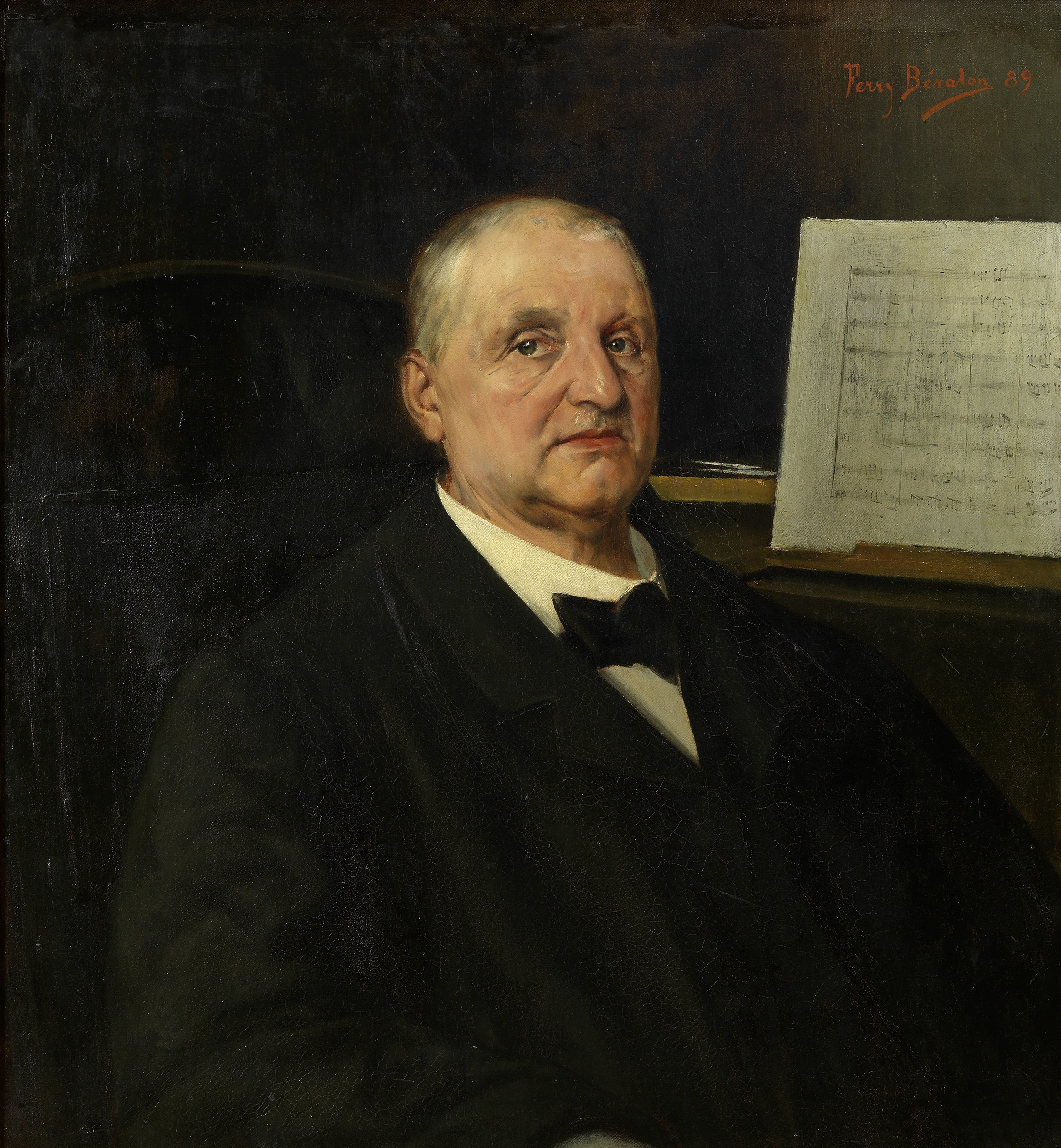
Anton Bruckner

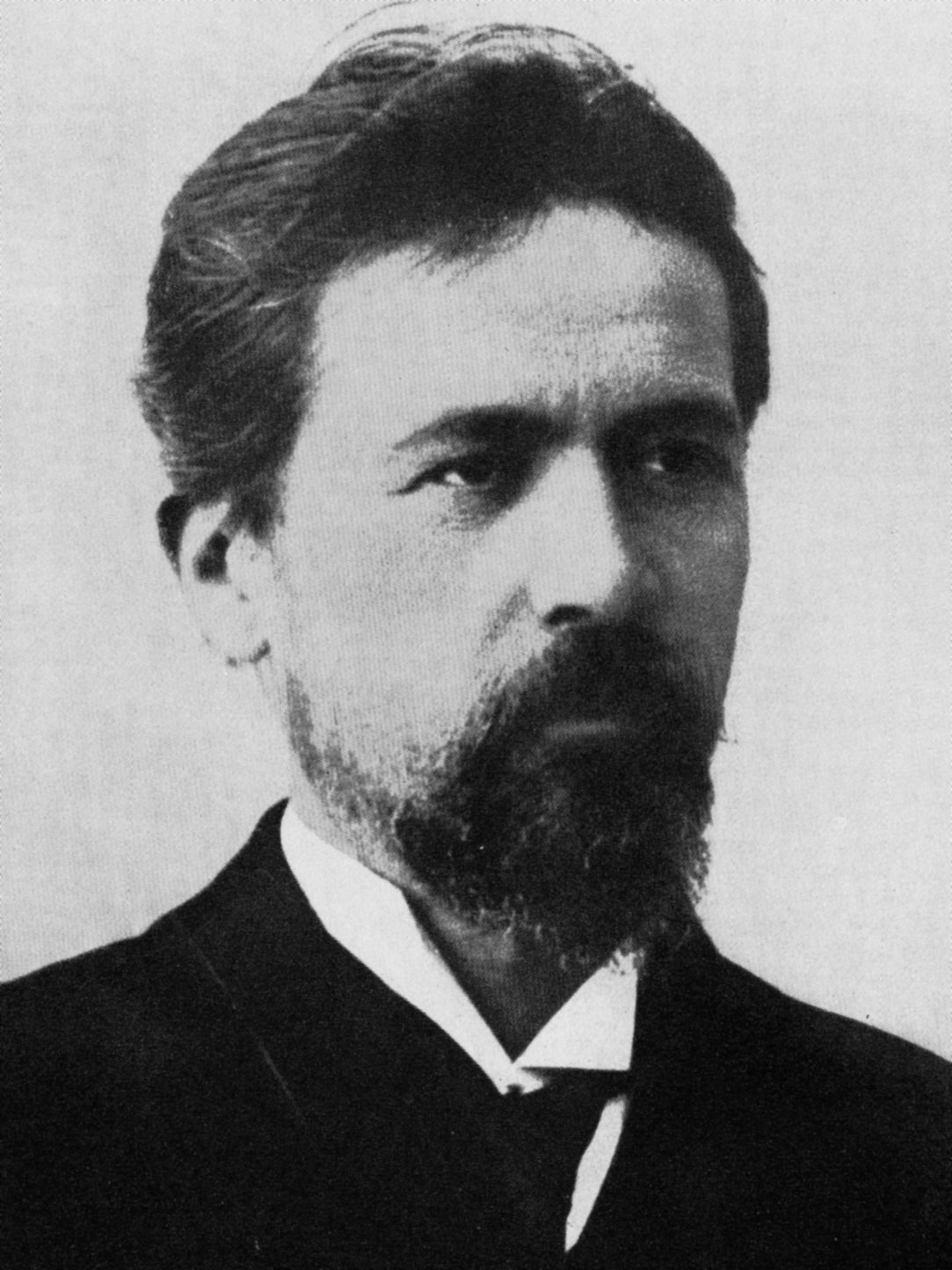
Anton Tsjechov

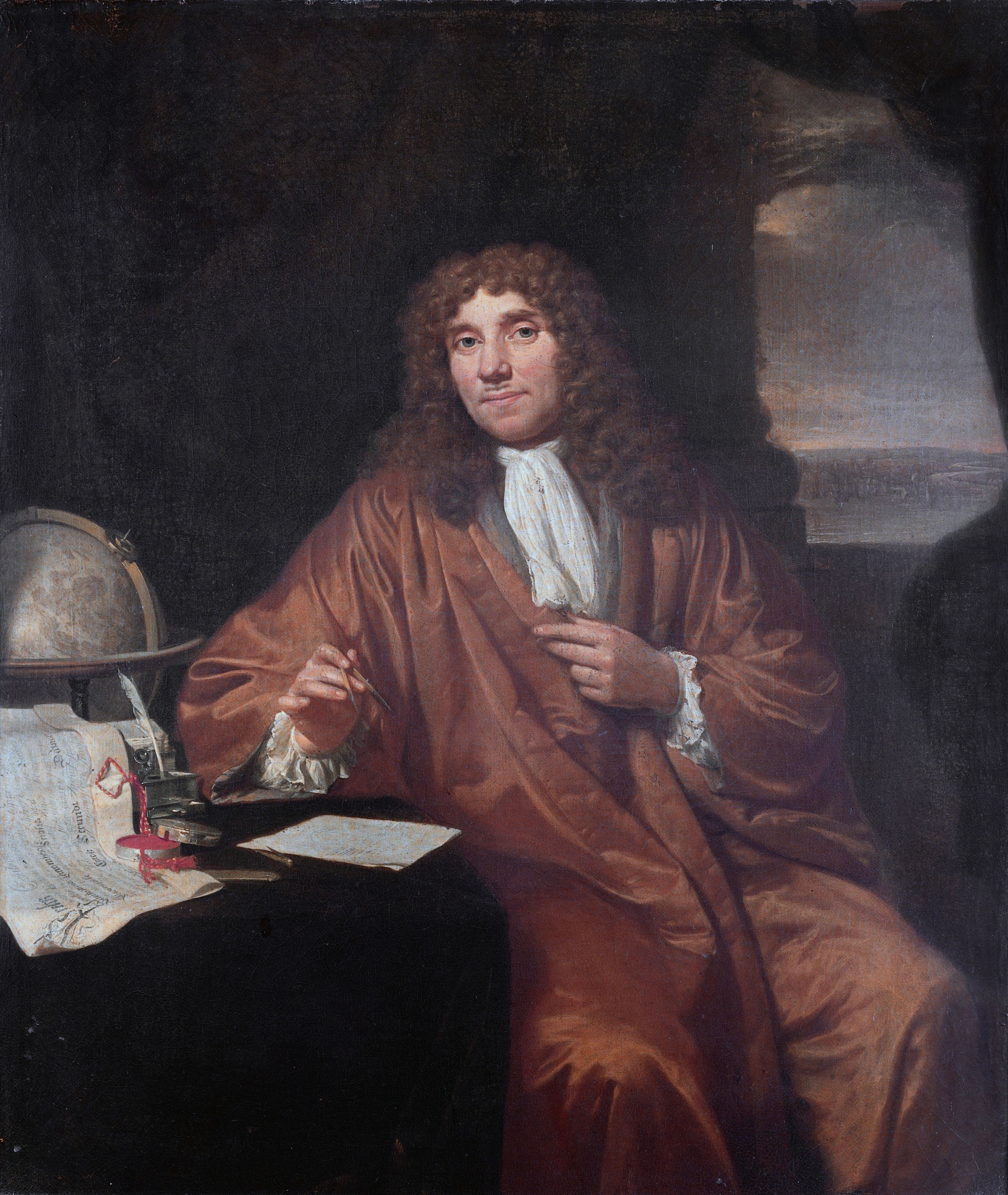
Antoni van Leeuwenhoek

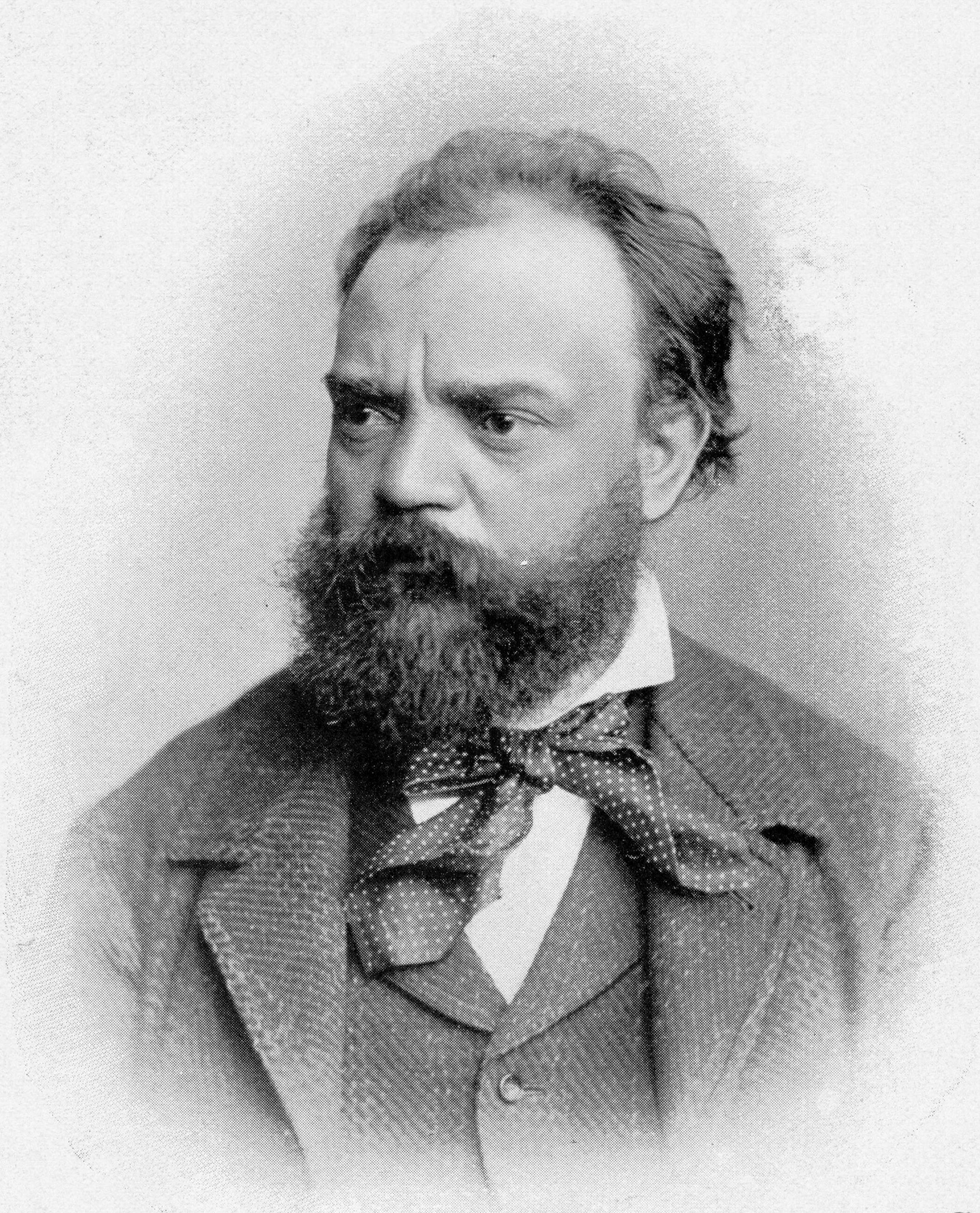
Antonín Dvořák

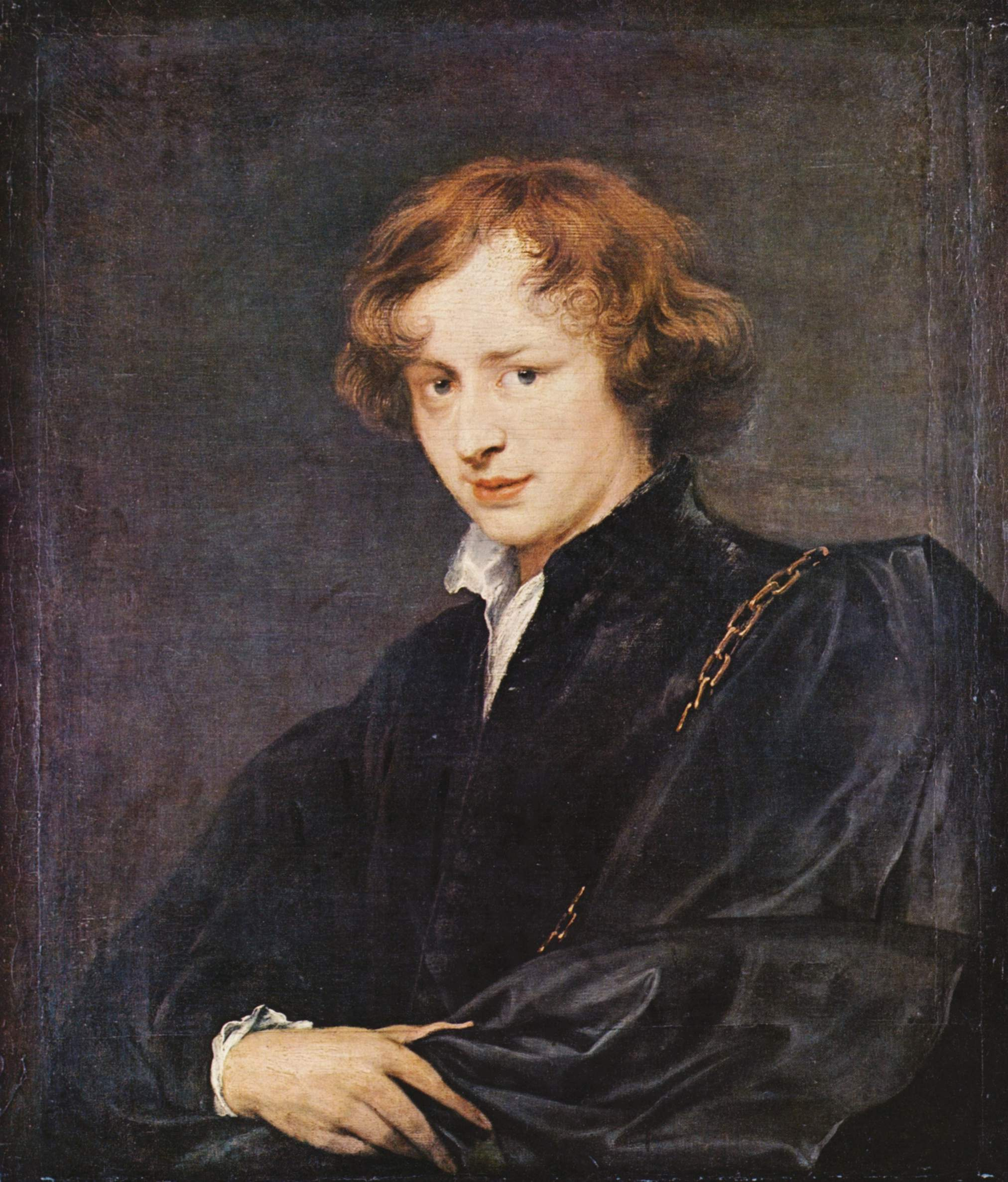
Antoon van Dyck

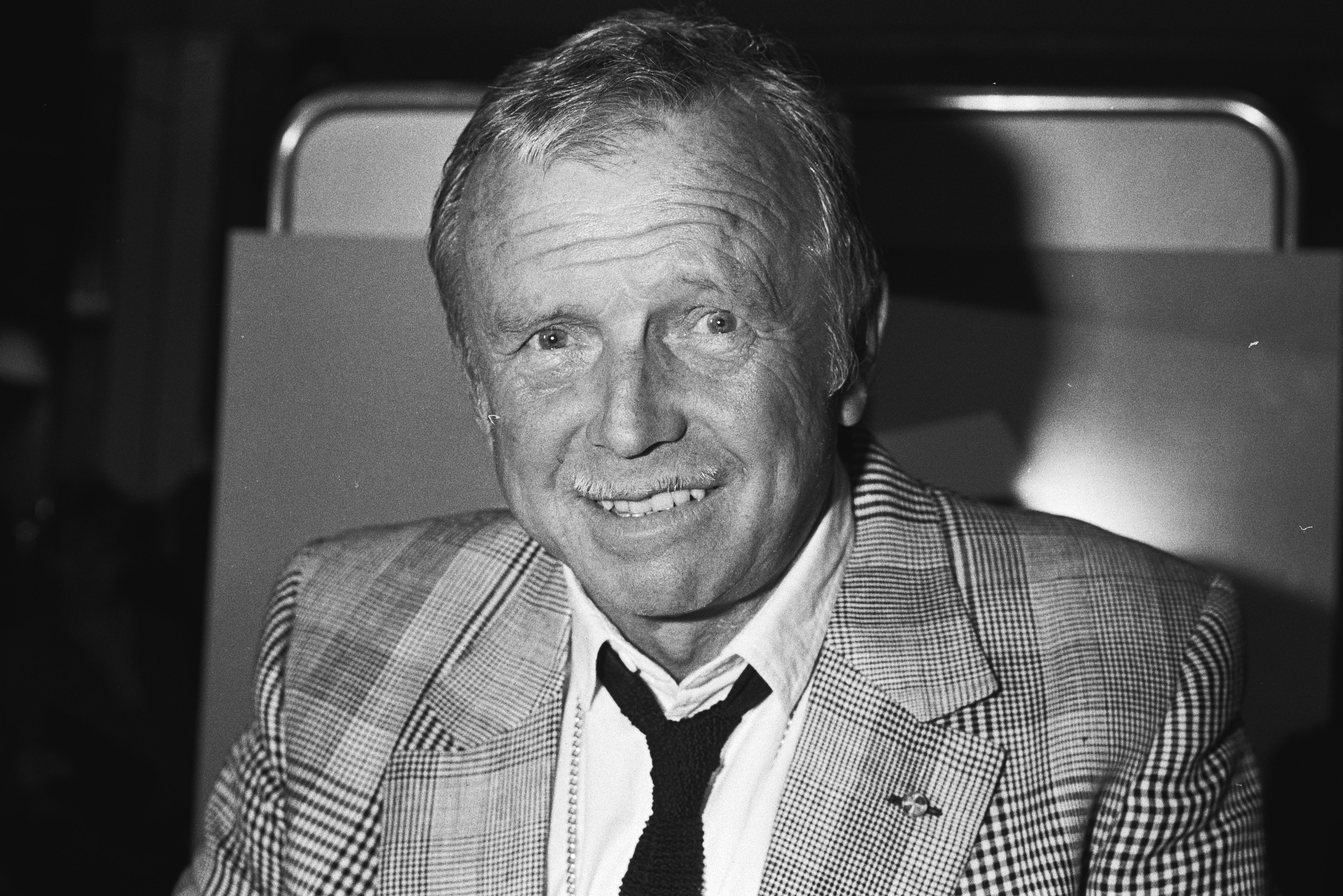
Toon Hermans

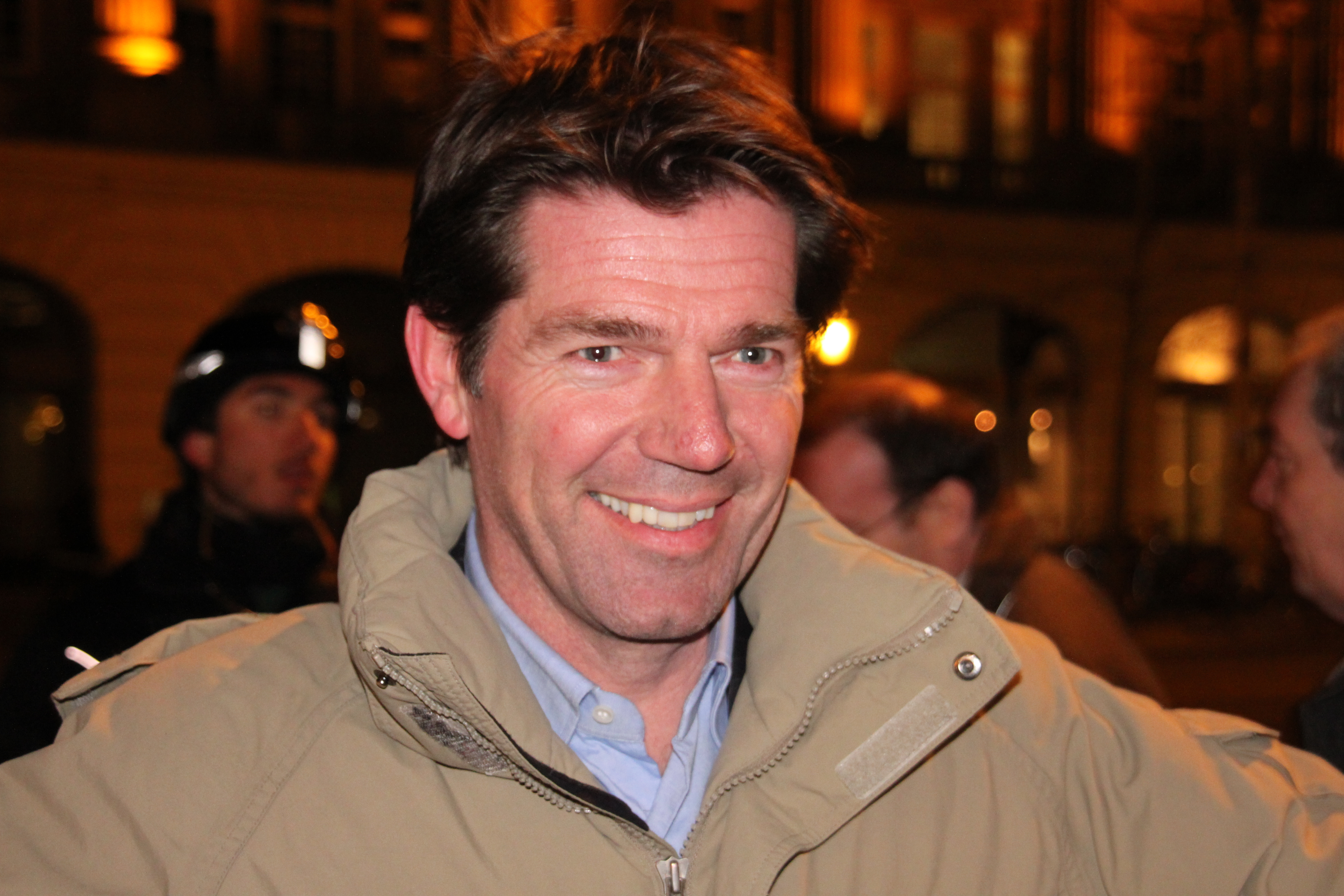
Twan Huys

### Antal
- Antal Doráti, Hongaars dirigent
- Antal Farkas, Hongaars schrijver en dichter
- Antal Sándor, Hongaars beeldhouwer
- Antal Szerb, Hongaars schrijver

### Anthonie
- Anthonie Blocklandt van Montfoort, Nederlands kunstschilder
- Anthonie Duyck, Nederlands raadpensionaris
- Anthonie Heinsius, Nederlands staatsman
- Anthonie Leemans, Nederlands kunstschilder
- Anthonie de Lorme, Nederlands kunstschilder
- Anthonie Ernst Reuther, Nederlands politicus

### Anthonij
- Anthonij Ewoud Jan Bertling, Nederlands politicus
- Anthonij Johannes Guépin, Nederlands zeiler en topfuctionaris

### Anthoni
- Anthoni Willem Philipse, Nederlands advocaat en president van de Hoge Raad

### Anthonius
- Anthonius Franciscus Bauduin, Nederlands officier
- Anthonius van Hellenberg Hubar, Nederlands politicus en jurist

### Anthony / Antony
Zie Anthony (voornaam).

### Antoine
- Antoine, Pools kapper (echte naam Antoni "Antek" Cierplikowski)
- Antoine Allard, Belgisch vredesactivist, kunstschilder, dichter, medestichter en eerste voorzitter van Oxfam België
- Antoine Arnauld, Frans rooms-katholieke theoloog, filosoof en wiskundige
- Antoine-Jérôme Balard, Frans scheikundige
- Antoine Barthélémy, Belgisch politicus
- Antoine Henri Becquerel, Frans natuurkundige
- Antoine Bodar, Nederlands priester en schrijver
- Antoine Coysevox, Frans beeldhouwer
- Antoine Dansaert, Belgisch politicus
- Antoine Denert, Belgisch politicus
- Antoine Dominique, beter bekend als Fats Domino, Amerikaans zanger en pianist
- Antoine Duquesne, Belgisch politicus
- Antoine Fabre d'Olivet, Frans filosoof, historicus en filoloog
- Antoine Paul Nicolas Franchimont, Nederlands scheikundige
- Antoine Galland, Frans archeoloog, arabist en oriëntalist
- Antoine Gillet, Belgisch atleet
- Antoine-Jean Gros, Frans kunstschilder
- Antoine de Jussieu, Frans botanicus en arts
- Antoine Lavoisier, Frans scheikundige
- Antoine Lipkens, Nederlands ingenieur en uitvinder
- Antoine Marfan, Frans arts
- Antoine Meillet, Frans taalkundige
- Antoine Oomen, Nederlands componist
- Antoine-Augustin Parmentier, Frans militair apotheker en agronoom
- Antoine de Saint-Exupéry, Frans schrijver
- Antoine Wiertz, Belgisch kunstschilder

### Anton
- Anton van Berkel, Nederlands dammer
- Anton Bruckner, Oostenrijks componist
- Anton Colijn, Nederlands bergbeklimmer
- Anton Corbijn, Nederlands fotograaf
- Anton Dreesmann (1854-1934), Duits-Nederlandse ondernemer, medeoprichter van Vroom & Dreesmann
- Anton Dreesmann (1923-2000), Nederlands ondernemer
- Anton Ebben, Nederlands springruiter
- Anton Geesink, Nederlands judoka en sportbestuurder
- Anton Heyboer, Nederlands kunstenaar
- Anton Janssen, Nederlands voetballer en voetbaltrainer
- Anton Koolhaas, Nederlands schrijver
- Anton Kröller, Nederlands zakenman
- Anton Mauve, Nederlands kunstschilder en graficus
- Anton Mussert, Nederlands ingenieur, leider van de NSB
- Anton Philips, Nederlands ondernemer, bouwer van het Philips-concern
- Anton Pieck, Nederlands kunstenaar
- Anton Rubinstein, Russisch pianist en componist
- Anton Sicharoelidze, Russisch kunstschaatser
- Anton Sjipoelin, Russisch biatleet
- Anton Stapelkamp, Nederlands politicus
- Anton Stredák, Slowaaks voetbalscheidsrechter
- Anton Tsjechov, Russisch schrijver
- Anton Vernooij, Nederlands componist

Artikel

### Antoni
- Antoni Boys, Zuid-Nederlands kunstschilder
- Antoni Gaudí, Spaans architect
- Antoni van Leeuwenhoek, Nederlands handelsman, landmeter, wijnroeier, glasblazer en microbioloog
- Antoni Pinilla, Spaans voetballer
- Antoni Radziwiłł, Pools-Pruisisch aristocraat, politicus, mecenas en daarnaast componist, cellist en zanger
- Antoni Ramallets, Spaans voetballer
- Antoni Tàpies, Spaans kunstenaar
- Antoni Willem Hartman, Nederlands advocaat en landsadvocaat te Semarang

### Antonie
- Antonie Kamerling, Nederlands acteur
- Antonie Röell, Nederlands politicus
- Antonie Waldorp, Nederlands kunstschilder

### Antonin/Antonín
- Antonin Artaud, Frans toneelschrijver en -criticus, dichter, acteur en regisseur
- Antonín Dvořák, Tsjechisch componist, dirigent, muziekpedagoog, (alt)violist en organist
- Antonin Magne, Frans wielrenner
- Antonín Novotný, Tsjecho-Slowaaks politicus
- Antonín Panenka, Tsjechisch voetballer
- Antonin Scalia, Amerikaans jurist en rechter

### Antonio
Zie Antonio.

### Antonis
- Antonis Samaras, Grieks politicus

### Antonius
- Antonius Hanneron, geestelijke, hoogleraar en diplomaat in de Bourgondische Nederlanden
- Antonius Mathijsen, Nederlands militair geneeskundige
- Antonius Triest, Vlaams bisschop

### Antoon
- Antoon Aarts, Vlaamse schrijver en priester
- Antoon Carette, Belgisch televisie- en radioproducer en regisseur
- Antoon Coolen, Nederlands schrijver
- Antoon van Dyck, Zuid-Nederlands schilder
- Antoon Hurkmans, Nederlands bisschop
- Antoon Jurgens, Nederlands koopman en ondernemer
- Antoon I Keldermans, Vlaams architect en beeldhouwkunstenaar
- Antoon Spinoy, Belgisch politicus
- Antoon Stillemans, Belgisch bisschop
- Antoon van den Heuvel, Vlaams kunstschilder
- Antoon Veerman, Nederlands politicus
- Antoon Vergote, Belgische godsdienstpsycholoog
- Antoon (artiest), artiestennaam van Valentijn Verkerk

### Teun / Theun
Zie Teun.

### Toni
Zie Toni (voornaam).

### Tony
Zie Anthony (voornaam).

### Toon
- Toon Diepstraten, Nederlands kunstenaar
- Toon Hermans, Nederlands cabaretier, zanger, kunstschilder en dichter
- Toon Hezemans, echte naam van Tejo Haas, Nederlands cartoonist en stripauteur
- Toon Kortooms, Nederlands schrijver
- Toon Schröder, Nederlands ondernemer en sportbestuurder
- Toon Siepman, Nederlands hockeycoach
- Toon Smet, Belgisch muzikant en radiopresentator
- Toon Soetebier, Nederlands oorlogsmisdadiger
- Toon Stelling, Nederlands karateka
- Toon Tellegen, Nederlands schrijver, arts en dichter

### Twan
- Twan Huys, Nederlands journalist, televisiepresentator en auteur
- Twan van Gendt, Nederlands BMX'er
- Twan van Steenhoven, Nederlandse rapper en producer (artiestennaam Big2)

## Fictief figuur
- Anton Bouwhuis, personage uit de Nederlandse soapserie Goede tijden, slechte tijden
- Antonius, hoofdpersonage in het toneelstuk Antonius en Cleopatra van William Shakespeare, gebaseerd op de Romeinse staatsman Marcus Antonius
- Toon Vrancken, personage uit de Vlaamse soap Thuis